# San Marco libera uno schiavo
San Marco libera uno schiavo, o Il miracolo dello schiavo, è un dipinto a olio su tela (415x541 cm) realizzato nel 1548 dal pittore italiano Tintoretto per la Scuola Grande di San Marco. È conservato alle Gallerie dell'Accademia a Venezia.

## Descrizione
Il soggetto del dipinto riprende un passo narrato nella Legenda Aurea di Jacopo da Varazze, riguardante un miracolo di san Marco.

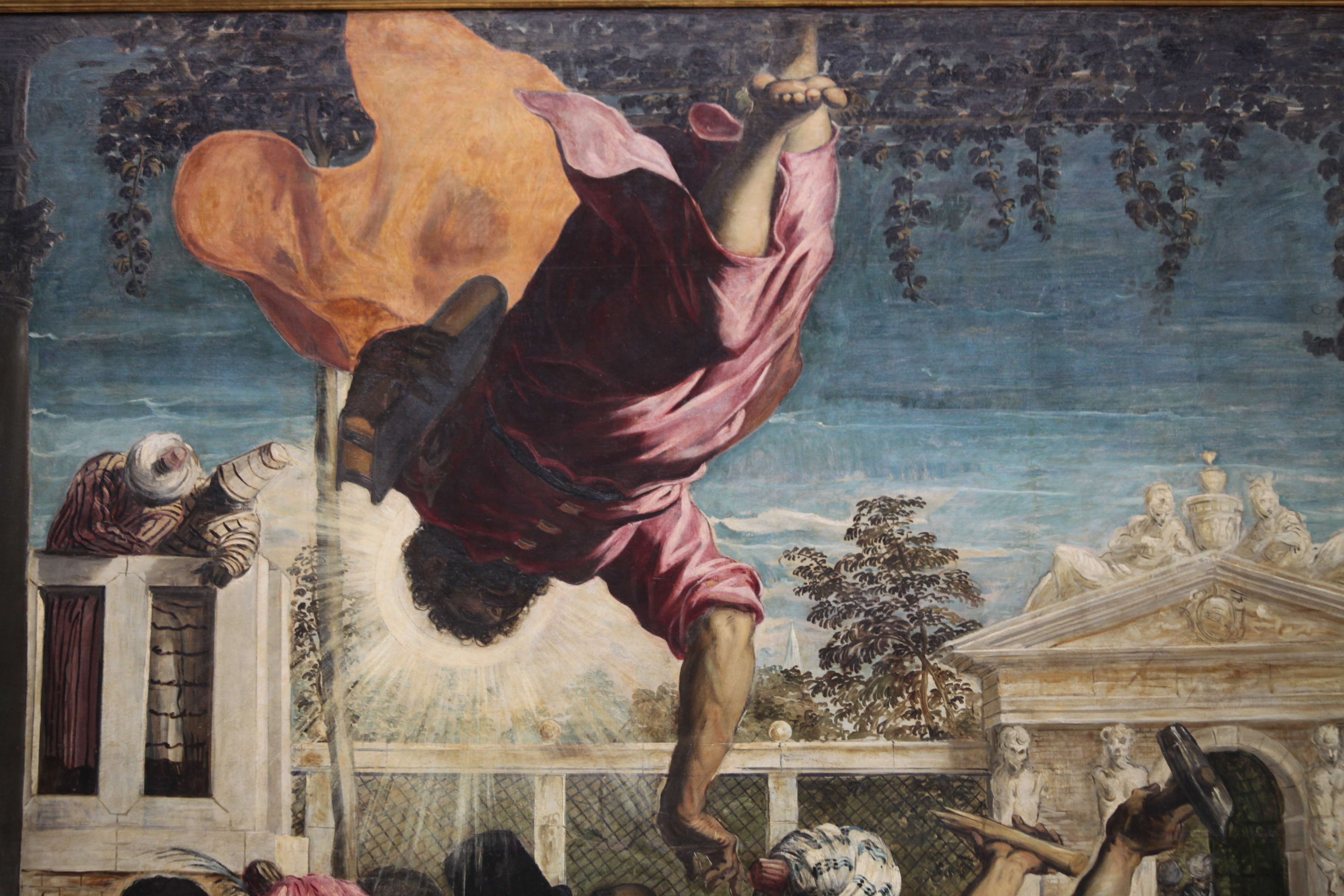
Dettaglio: San Marco irrompe dal cielo.

Nella scena si vede in alto il santo che interviene rendendo invulnerabile uno schiavo disteso nudo a terra in procinto di essere martirizzato dal suo padrone, con l'accecamento e la frantumazione degli arti, per aver venerato le reliquie del santo.

Grazie all'intervento di san Marco, gli strumenti del martirio (le punte acuminate che avrebbero dovuto accecarlo e i martelli che avrebbero dovuto spezzargli le gambe) si rompono, diventando inservibili.

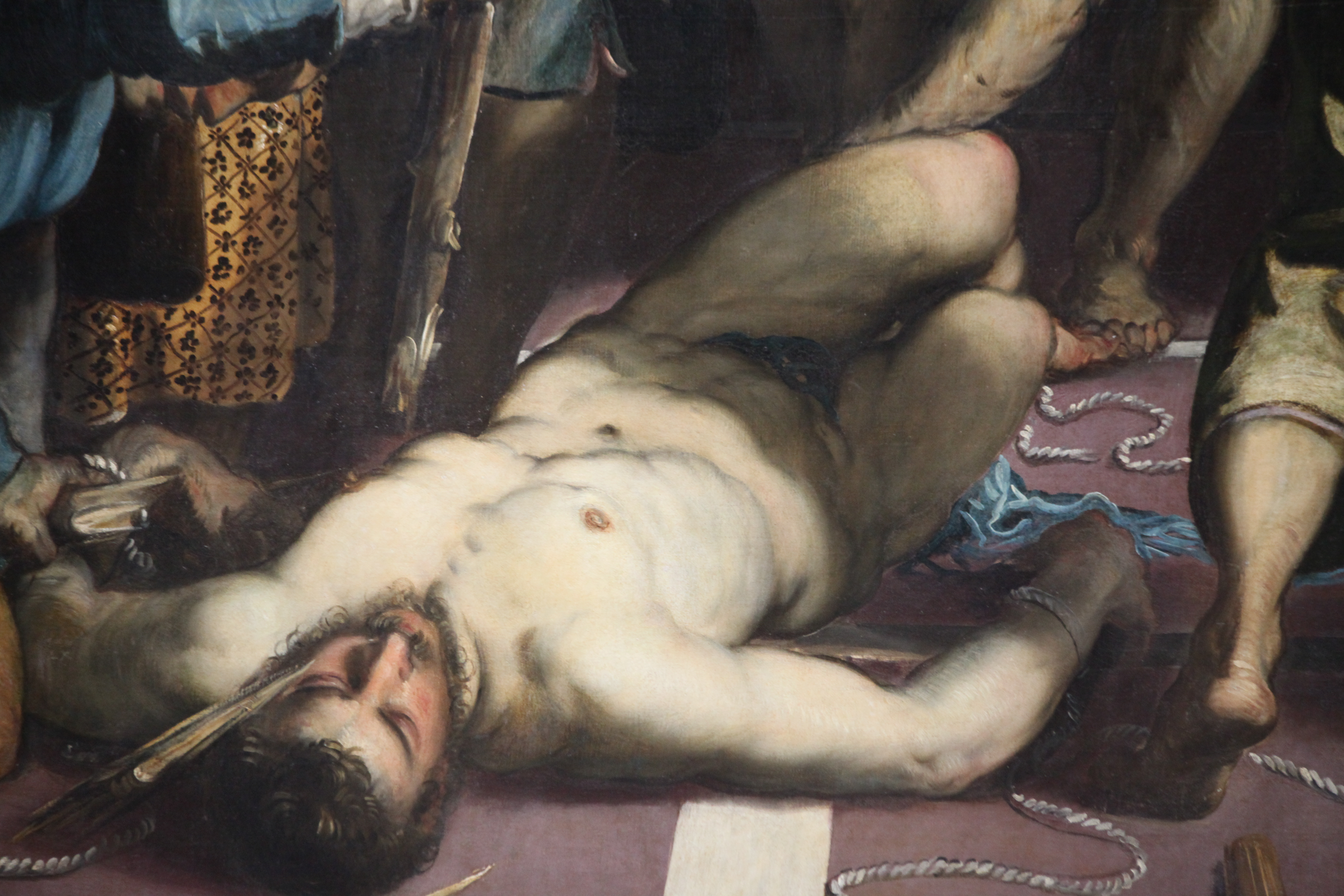
Dettaglio: il corpo esanime dello schiavo.

È sulla figura del santo che irrompe dal cielo che Tintoretto condensa l'attenzione, rappresentandolo in volo a testa in giù con un audace scorcio, proteso verso il corpo dello schiavo, dettaglio che non è contenuto nel racconto della Legenda Aurea ma che è presente nel bassorilievo bronzeo con lo stesso soggetto scolpito da Jacopo Sansovino in una delle tribune del presbiterio della basilica di San Marco. Una gestualità concitata di pose e moti traduce le emozioni dei presenti che scaturiscono alla vista del prodigio, e ha il suo perno nella contrapposizione tra il moto di stupore del padrone seduto sulla destra e il carnefice che brandisce gli strumenti del martirio in frantumi al centro.

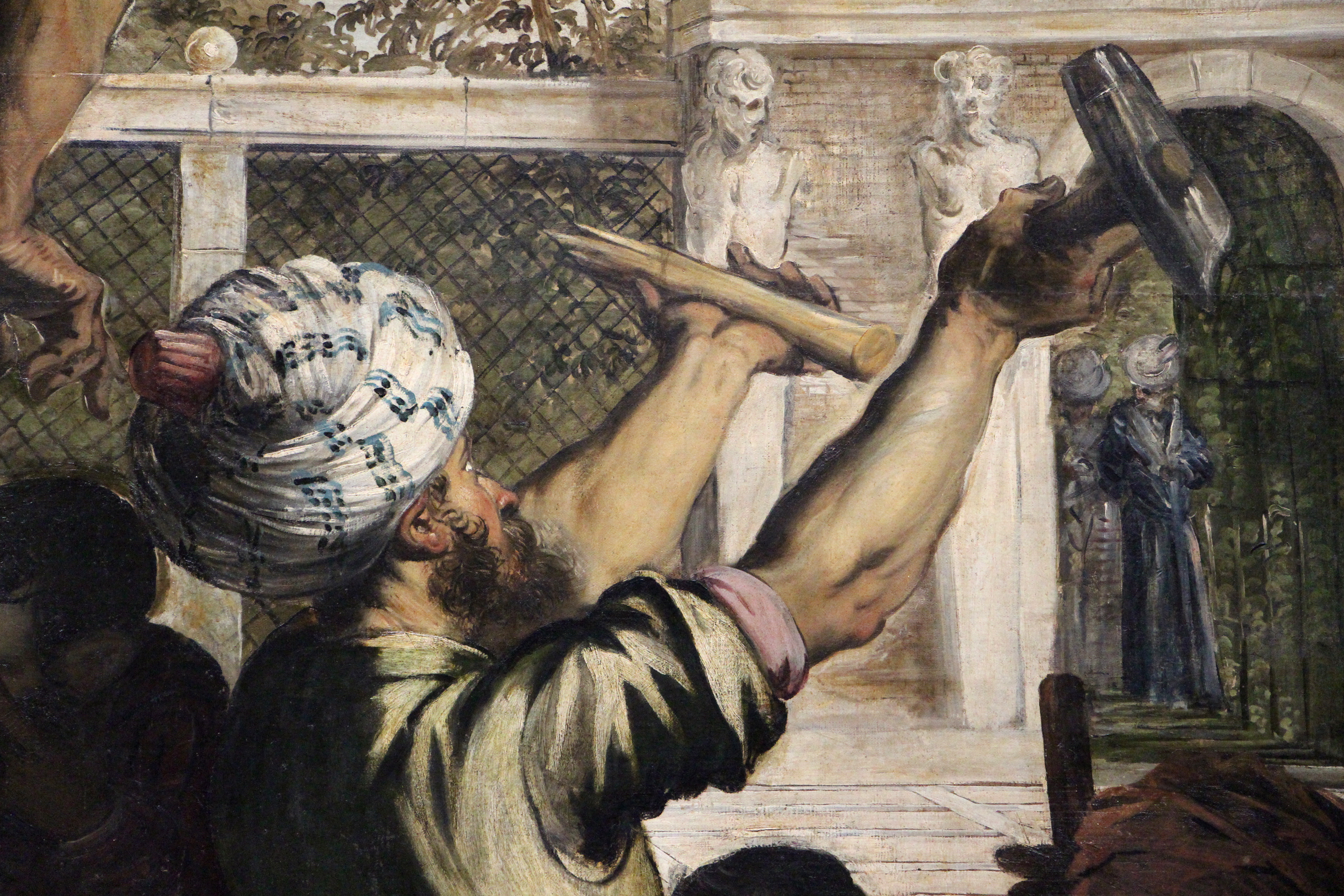
Dettaglio: un carnefice mostra lo strumento di supplizio spezzato.

Il tutto avviene in un ambiente orientale. La luce ha tre punti di provenienza: frontale, dall'aureola di Marco e dallo sfondo. Lo stesso Tintoretto si sarebbe autoritratto nell'uomo barbuto in piedi vestito di scuro, accanto al turco col turbante rosso, nella parte centro/sinistra. La vitalità dei colori e i contrasti chiaroscurali accentuano il vigore plastico delle figure e la vividezza delle pennellate che passano da tocchi densi a quelli rapidi e vaghi che definiscono i dettagli dello sfondo enfatizzando la teatralità dell'episodio.

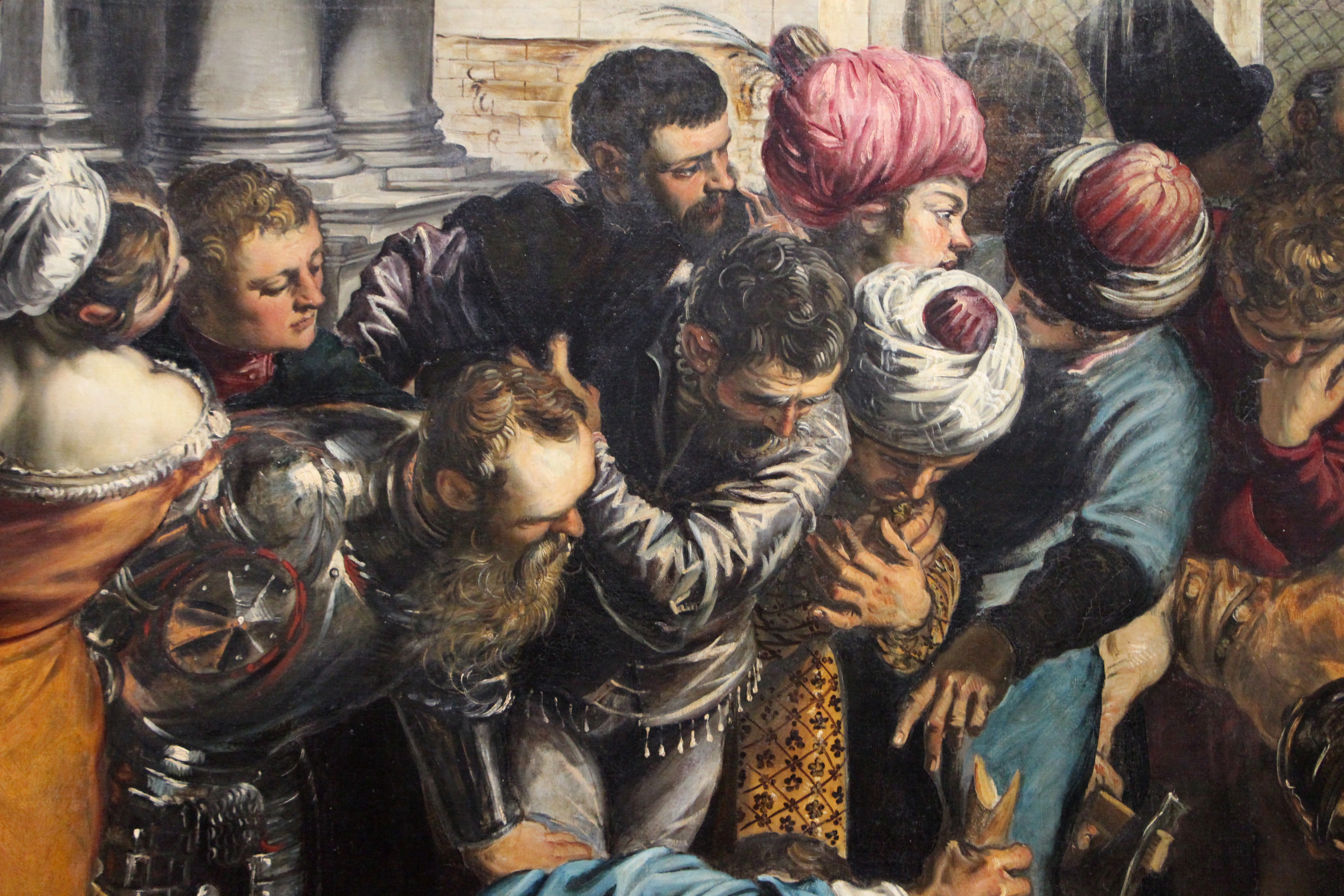
Dettaglio: gli astanti stupefatti.

Come il Trafugamento del corpo di san Marco, l'opera fu restaurata nel 1815-16 da Giuseppe Baldassini e Antonio Florian sulla base delle direttive di Pietro Edwards; l'intervento fu di fatto una manomissione, infatti le opere furono ridotte di dimensioni e vennero modificati alcuni elementi iconografici.